# Grotte del Conventico
Le Grotte del Conventico sono delle grotte storiche situate a Melilla la Vieja, accessibili dal Museo d'Arte Sacra, nella città spagnola di Melilla, e fanno parte del Complesso Storico Artistico della Città di Melilla, un Bene di Interesse Culturale.

## Storia
Inizialmente erano grotte naturali scavate dall'acqua nella Cala di Trápana, utilizzate da fenici, romani e arabi per rifugiarsi e riparare le loro navi all'interno della grande cavità, infine dagli spagnoli, che nel XVIII secolo scavarono diversi livelli sopra le grotte naturali per creare magazzini di provviste. Tuttavia, il loro uso più celebre fu durante il Assedio di Melilla (1774-1775), quando furono utilizzate per ospitare la popolazione.
Nel 1925, con la costruzione del Porto di Melilla, la baia fu riempita di sabbia, formando una spiaggia. Tra il 1993 e il 1995 fu costruito un arco parabolico e le pareti verso la Cala di Trápana, e successivamente furono costruiti voltoni in mattoni al terzo livello e pavimentate le strade sovrastanti, come Miguel Acosta e Concepción, a causa del rischio di crollo. Le grotte divennero visitabili in occasione del V centenario della occupazione spagnola di Melilla, con l'installazione di pavimenti in legno. Tra il 1998 e il 2000, il primo livello fu rinforzato e stabilizzato, tutti i livelli furono collegati, furono costruiti servizi igienici e un depuratore sotto la scala che scende verso Trápana.

## Descrizione
Le Grotte del Conventico presentano una gigantesca cavità aperta, rinforzata da un arco parabolico in pietra e mattoni e sono organizzate su tre livelli interconnessi, dal più basso al più alto. Il primo livello è costituito da due navate incrociate, usato come chiesa, il secondo è un insieme di stanze comunicanti tra loro e con finestre verso l'esterno, mentre il terzo livello è simile al secondo, ma con stanze più piccole e basse.